# سیروز

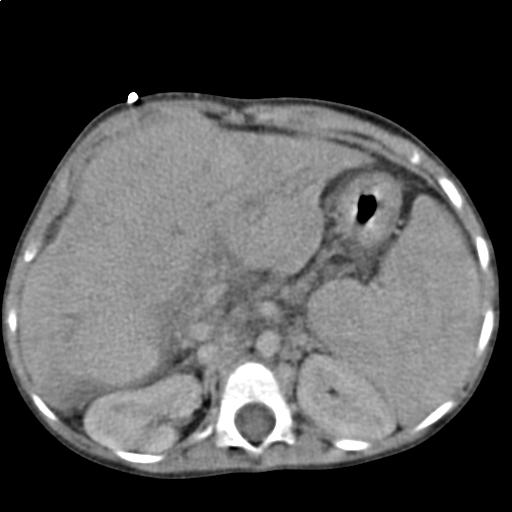
سی تی اسکن از یک کبد سیروتیک

سیروز یا تشمع کبدی (به انگلیسی: Cirrhosis) به التهاب شدید کبد گویند. 
سیروز یا زخمی‌شدگی کبد یک بیماری مزمن و پیش‌روندهٔ کبد است که در آن بافت سالم کبد به‌تدریج آسیب می‌بیند و با بافت زخمی (فیبروزی) جایگزین می‌شود. این فرایند باعث می‌شود عملکرد طبیعی کبد مختل شود. کبد، که یکی از مهم‌ترین اندام‌های بدن برای تصفیهٔ خون، تولید صفرا، تنظیم قند خون و بسیاری دیگر از کارکردهای حیاتی است، در اثر سیروز نمی‌تواند وظایف خود را به‌خوبی انجام دهد.
این بیماری معمولاً در نتیجهٔ آسیب‌های طولانی‌مدت به کبد ایجاد می‌شود؛ مثلاً در اثر مصرف زیاد الکل، عفونت‌های مزمن مانند هپاتیت بی یا سی، یا تجمع چربی در کبد که به آن کبد چرب غیرالکلی می‌گویند. در مراحل اولیه ممکن است علائمی نداشته باشد، اما با پیشرفت بیماری، نشانه‌هایی مانند خستگی، زردی پوست و چشم، شکم‌برآمدگی (در اثر تجمع مایع)، خون‌ریزی آسان و گیجی ممکن است ظاهر شوند.
اگر سیروز درمان نشود، می‌تواند به عوارض جدی مانند نارسایی کامل کبد یا سرطان کبد منجر شود. تشخیص زودهنگام و کنترل علت زمینه‌ای می‌تواند سرعت پیشرفت بیماری را کاهش دهد.
سیروز از نظر پاتولوژی خصوصیّات معینی دارد که با طیفی از تظاهرات بالینی مشخّص همراه است. پارانشیم کبد یک ضایعهٔ مزمن غیرقابل برگشت را نشان می‌دهد. این ضایعات ناشی از  بافت‌مردگی یاخته‌های کبدی، کلاپس شبکه حمایتی رتیکولی و متعاقباً رسوب بافت همبند، تغییر شکل بستر عروقی و بازسازی ندولی پارانشیم باقی‌مانده کبد هستند. این روند پاتولوژیک یک مسیر نهایی شایع در انواع بسیاری از آسیبهای کبدی مزمن می‌باشد.
از دلایل عمده سیروز الکلیسم، بیماری هپاتیت C و سیروز صفراوی است. بیماران سیروتیک همواره با خطر تخریب کامل کبد خود مواجه هستند.
سیروز ممکن است با نارسایی کبدی، واریس عروق مری، انسفالوپاتی کبدی، هایپرتانسیون سیاهرگ باب، آسیت و پریتونیت باکتریال همراه باشد. درمان در موارد پیشرفته با پیوند کبد است. بعد از  پیوند کبد موفق هم امکان سیروز وجود دارد درحالیکه مشاهده شده است به دلیل نداشتن علم و عدم آگاهی ، این اتفاق را به ناموفق بودن پیوند مربوط میدانند.